# Arkada (jaskinia)
Arkada (Most, Brama) – jaskinia, a właściwie schronisko, w Dolinie Kościeliskiej w Tatrach Zachodnich. Ma dwa otwory wejściowe znajdujące się we wschodnim zboczu Wąwozu Kraków, w stoku opadającym spod Upłazkowej Turni, w tym samym żlebie co Dziura pod Arkadą, Jaskinia nad Arkadą i Schron przy Arkadzie, na wysokościach 1194 i 1201 metrów n.p.m. Długość jaskini wynosi 8 metrów, a jej deniwelacja 7 metrów.

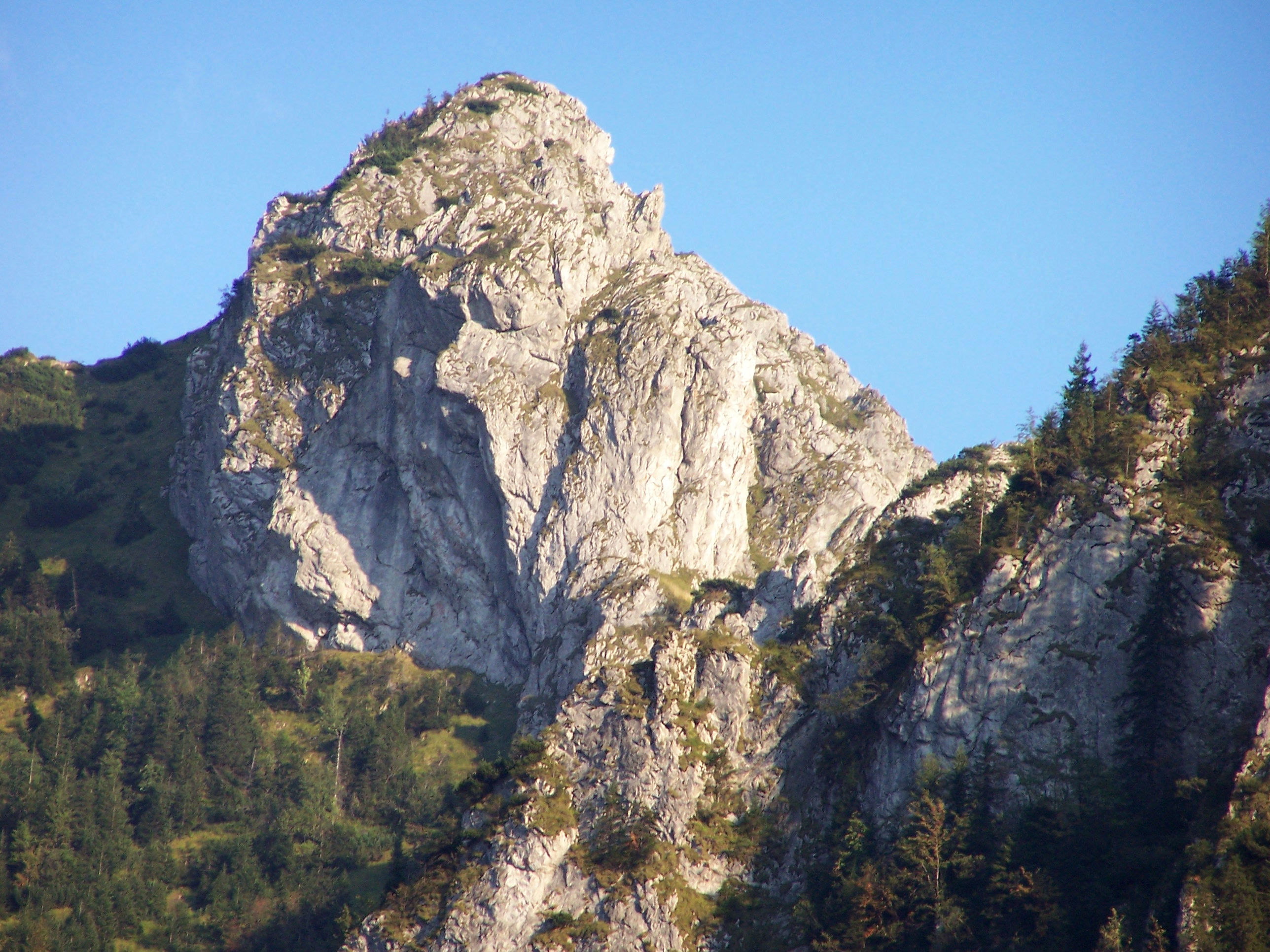
Upłazkowa Turnia

## Opis jaskini
Jaskinię stanowi prosty, obszerny, idący stromo w górę tunel, przebijający skałę na wylot. Przy górnym otworze znajduje się 3-metrowy próg.

## Przyroda
W jaskini brak jest nacieków. Ściany są suche, występuje na nich roślinność.

## Historia odkryć
Prawdopodobnie jaskinia była znana już w latach 50. XX wieku. Z. Wójcik w 1960 roku nazwał ją Arkada. Uważał, że jest ona połączona z Jaskinią nad Arkadą (rozdziela je zawalisko). Pierwszy jej plan i opis sporządził M. Kardaś przy pomocy R. Kardaś i E. Kuźniak w 1977 roku.